# Jacques Sallebert
Jacques Sallebert est un journaliste français, né le 20 octobre 1920 à Paris 16e et mort le 27 novembre 2000 à Mougins. Il officie notamment à la télévision.

## Biographie

### Famille
Fils d'Emile Sallebert et d'Yvonne Besnard et marié avec Monique, Jacques Sallebert a une fille : Brigitte (1947), épouse Svastich de Bocsar.

### Formation
En 1938, alors qu'il a 18 ans et qu'il se trouve à Londres, Jacques Sallebert est enthousiasmé par les démonstrations de la télévision britannique, ce qui l'incite à se présenter et réussir le concours d'entrée à l'Institut des hautes études cinématographiques dans le but de faire de la télévision.

### Carrière
Envoyé spécial en Indochine du journal Combat en 1945, il commenta le premier reportage sportif en direct diffusé sur la télévision : l'arrivée du Tour de France 1948 au Parc des Princes (25 juillet 1948). 
Avec Pierre Sabbagh, Pierre Dumayet, Pierre Tchernia et Georges de Caunes, il fait partie des créateurs du journal télévisé en 1949. 
En 1950, il est nommé correspondant à Londres pour la RTF où il tient en direct une chronique régulière appelée « À vous Londres » ce qui l'amène à commenter le 2 juin 1953 la cérémonie du couronnement d'Élisabeth II. Il quitte son poste de correspondant en 1958 lorsqu'il est nommé sous-directeur de l'information télévisée, poste dont il démissionne au bout de trois mois, ne supportant pas l'interventionnisme du pouvoir. Il devient alors correspondant de guerre pour Combat, Le Monde et Le Figaro en couvrant les conflits en Israël, Indochine, Indonésie, Chine, Yougoslavie et Corée.
En 1962, il nommé directeur des bureaux de l'ORTF à New York et inaugure la même année la liaison transatlantique via le satellite Telstar 1.
Il commenta en direct la retransmission des premiers pas de l'Homme sur la Lune, Apollo 11, dans la nuit du 20 au 21 juillet 1969 sur l'ORTF.
Il présente Le club de la presse sur Antenne 2 dans les années 1970 et en devient directeur de l'information de 1975 à 1976. Élu conseiller municipal de Cannes dans les années 1960, il est en 1976 élu conseiller général du canton de Cannes-Est sous l'étiquette Républicains indépendants. Il est battu six ans plus tard.
Parmi les ouvrages qu'il publia, citons ses mémoires intitulés Entre l'arbre et l'écorce (1975).

### Distinctions
Chevalier de la légion d'honneur